# Inmaculada La Cieguecita
La Inmaculada de Juan Martínez Montañés, conocida como "La Cieguecita", es una escultura fechada entre 1629 y 1631, que se conserva en la capilla  de la Inmaculada de la catedral de Sevilla.

## Historia
El retablo de la capilla de la Inmaculada, adjunta al trascoro de la catedral, iba a estar originalmente dedicado a San Juan Bautista pero fue cambiado como consecuencia de la decretal Sanctissimus del papa Gregorio XV de 1622, que prohibía cualquier afirmación privada que sostuviera que la Virgen fue concebida en pecado. Por ello el Jurado Francisco Gutiérrez de Molina y su esposa Jerónima de Zamudio decidieron entonces dedicar la capilla a la Inmaculada Concepción y fundar allí una capellanía. Molina murió en 1627 y fue enterrado allí, en la capilla, y el 14 de febrero de 1628, Jerónima encargó a Juan Martínez Montañés un retablo para la misma, que debía estar presidido por una imagen de la Inmaculada.
Una enfermedad de Montañés le impidió cumplir el contrato en su fecha y queda constancia de que en septiembre de 1629 solicitó una prórroga  del trabajo. El retablo finalmente se inauguró el 8 de diciembre de 1631, presidido por la Inmaculada de "La Cieguecita".
El trabajo de La Inmaculada de este retablo suscitó enseguida admiraciones. Un contemporáneo describe a la Virgen como "tan bella por su modestia, serenidad, piedad y encanto de su rostro que levanta las almas de cuantos miran hacia ella". Otro dice: "La estatua es lo mejor que se ha hecho en el mundo, por ello Juan Martínez Montañés debe vanagloriarse."
La imagen se ha conservado desde su realización en el emplazamiento para el que fue concebida. De forma excepcional salió procesionalmente el 8 de diciembre de 1917, durante el III centenario del voto concepcionista de la ciudad y con motivo de la inauguración del monumento de Lorenzo Coullaut Valera en al plaza del Triunfo.

## Análisis de la obra
El retablo de la capilla denominada de la Inmaculada, que se encuentra adosada al trascoro, consta de banco en el que figuran los retratos de los patronos de la capilla, Gerónima de Zamudio y Francisco Gutiérrez de Molina, que fueron pintados por Francisco Pacheco en 1631. La imagen de la Inmaculada se encuentra en la hornacina central, flanqueada por dos tallas de San Gregorio Papa y Juan Bautista así como relieves de San José, San Joaquín, San Jerónimo y San Francisco.
La Cieguecita está realizada en madera de cedro, mide 164 cm y la policromía corresponde a Francisco Pacheco y Baltasar Quintero. Está esculpida según el modelo apuntado por Francisco Pacheco en su obra Tratado del arte de la pintura que establecía:
"...Hase de pintar, pues, en este aseadísimo misterio, esta Señora en la flor de su edad, de doce a trece años, hermosísima niña, lindos y graves ojos, nariz y boca perfectísima y rosadas mejillas, los bellísimos cabellos tendidos, de color de oro; en fin, cuanto fuere posible al humano pincel…”.
Se trata así de una Virgen niña, con faz redondeada y mirada baja y los ojos entreabiertos (lo que le dio el apelativo de la Cieguecita, por el que es conocida) con una larga melena que cae sobre su espalda dividida. Viste una túnica larga, ceñida con un cíngulo, y un manto sobre los hombros que se recoge con el brazo izquierdo produciendo numerosos pliegues. La pierna derecha está ligeramente flexionada y las manos permanecen unidas. La cabeza está adornada con una corona de 12 estrellas que aluden a las doce tribus de Israel.
A los pies, a modo de peana, aparecen tres rostros de ángeles y media luna con las puntas hacia arriba, lo que se considera una anticipación del concepto asuncionista que le dio a la iconografía Murillo durante la segunda mitad del siglo XVII, con un revestimiento de estrellas y la luna bajo sus pies que describen la visión de la nueva Iglesia que se narra en el Apocalipsis.
Antonio Moreno Vilches en una carta al erudito Rodrigo Caro habla sobre la inminente inauguración de la obra y la satisfacción de Montañés con el resultado: “Para el día de Nuestra Señora de la Concepción ha de estar puesto el retablo e imagen que ha hecho Juan Martínez Montañés en uno de los altares de los alabastros que están debajo del órgano pequeño. Es la imagen la primera cosa que se ha hecho en el mundo, con que Juan Martínez Montañés anda muy envanecido”.
Durante el siglo XVIII, la escultura estuvo revestida con telas, siguiendo los criterios ultrabarrocos de ese periodo. En una restauración en el año 1779, volvió a su estado original y se renovó la policromía, especialmente en los ropajes y el cuerpo.

## Influencias

### Precedentes
La Cieguecita tiene su primer precedente en la Inmaculada que realizó el propio Montañés, entre 1606 y 1608 para un retablo de la Iglesia de Nuestra Señora de la Consolación de El Pedroso y que constituye la primera realizada por el escultor. 
A los pies de La Inmaculada de El Pedroso figura una cabeza de ángel, que en la Cieguecita se van a multiplicar por tres. En este antecedente también se adivina el rostro muy joven de la Virgen, con los rasgos de una niña e igualmente el manto queda recogido bajo los brazos, con una talla espléndida de los pliegues, en los que aparece también un rico estofado. El profesor José Hernández Díaz describe esta imagen de la siguiente forma:
“Es una bellísima Virgen aniñada, de poético y bello talante, cuyo concepto cambiará años después hacia la sublime interpretación de la Theotocos. La representa en oración, la mirada baja y las manos puestas oracionalmente en forma ovalada….”
El precedente más inmediato de la Cieguecita de la Catedral de Sevilla lo constituye la Inmaculada también realizada por Montañés hacia 1622, para uno de los retablos de la iglesia del convento de Santa Clara de Sevilla y conservada actualmente en el Hospital de los Venerables. En esta representación la Virgen permanece también con las manos unidas, la mirada baja, expresión candorosa y ensimismada, y pisando el creciente lunar, sobre cuyo frente aparecen en este caso dos cabezas de querubines. El tratamiento del ropaje es también muy destacado, con plegados amplios y profundos que difieren ligeramente de la disposición que había utilizado con anterioridad.

### Influencias
La Virgen de la Inmaculada Concepción de la Catedral, inspiró muchas réplicas posteriores. En todas ellas, la postura de la Virgen contrasta con el tratamiento asimétrico de los ropajes y de unas manos apretadas hacia un lado. Algunas de estas obras son atribuidas al propio Montañés o fueron elaboradas en su taller, como es el caso de la Inmaculada de la iglesia de la Anunciación de Sevilla, atribuida al taller del maestro jienense. Igualmente, Alonso Cano, al que se ha considerado tradicionalmente que se formó como escultor con Montañés, aunque no existe constancia documental, muestra el influjo de Montañés en la Inmaculada de la iglesia de San Julián de Sevilla, realizada por el artista granadino entre 1633 y 1634.